# Tomoko e la mamma al bagno
Tomoko e la mamma al bagno (Tomoko and Mother in the Bath) è una fotografia scattata dal fotoreporter americano W. Eugene Smith nel 1971. Considerata da molti il più grande lavoro di Smith, questa foto in bianco e nero ritrae una madre che culla la figlia nuda e gravemente deforme in una tradizionale vasca da bagno giapponese. La madre, Ryoko Kamimura, ha deliberatamente accettato di posare per Smith in questa fotografia molto intima per mostrare i terribili effetti della malattia di Minamata (un tipo di avvelenamento da mercurio) sul corpo e sulla mente di sua figlia Tomoko Kamimura. Dopo la pubblicazione la foto è diventata famosa in tutto il mondo, alzando in modo significativo l'attenzione internazionale sulla malattia di Minamata e dando un forte contributo alla lotta delle vittime per avere un riconoscimento e un indennizzo. Per volontà della famiglia di Tomoko Kamimura, la fotografia è stata ritirata da ulteriori pubblicazioni nel 1997, 20 anni dopo la morte di Tomoko.
Sebbene il cognome del soggetto sia "Kamimura", la fotografia è comunemente, seppur erroneamente, conosciuta come Tomoko Uemura in Her Bath. Questo deriva da una lettura errata del primo kanji del cognome del soggetto上村 (Kamimura?) . Sono stati dati altri nomi alternativi alla fotografia come Tomoko nel suo bagno e Tomoko è bagnata da sua madre .

## Scatto
W. Eugene Smith e sua moglie Aileen Mioko Smith hanno vissuto a Minamata dal 1971 al 1973, con lo scopo specifico di portare la malattia di Minamata all'attenzione del pubblico. Durante quei tre anni Smith ha scattato migliaia di fotografie, che hanno portato alla produzione di numerosi articoli di riviste, mostre e la pubblicazione di un libro. Smith si rese conto che era necessaria un'unica fotografia di forte impatto per creare un simbolo della malattia di Minamata. Nelle stesse parole di Smith, "Cresceva sempre più nella mia mente il pensiero che per me il simbolo di Minamata era, infine, un'immagine di questa donna [la madre], e la bambina, Tomoko. Un giorno dissi semplicemente […] proviamo a fare quest'immagine simbolica».
I genitori di Tomoko hanno permesso a Smith di fotografare il corpo della figlia, nella speranza che potesse attirare l'attenzione sulla difficile situazione di famiglie simili a Minamata e di altre vittime dell'inquinamento in tutto il mondo. Ryoko Kamimura desiderava che la fotografia ritraesse sua figlia in modo comprensivo e ha collaborato attivamente con Smith per mettere in scena lo scatto perfetto. Jim Hughes, (un biografo) ha detto di Smith: "Sebbene volesse una fotografia che mostrasse chiaramente il corpo deformato di Tomoko, Gene mi ha detto che è stata Ryoko Uemura, la madre, a suggerire la camera da bagno". La fotografia è stata alla fine scattata in un gelido pomeriggio di dicembre del 1971, con Ryoko, Tomoko, Smith e sua moglie Aileen tutti stipati nella piccola stanza da bagno. È stata scattata con una Minolta SRT-101 e un obiettivo Rokkor super grandangolare da 16 mm.

## Pubblicazione e impatto
La fotografia è stata pubblicata per la prima volta nell'edizione del 2 giugno 1972 della rivista Life come pezzo centrale di un breve saggio fotografico di Minamata. Questo è stato ampliato poi in forma di libro con la serie completa di fotografie scattate da Smith durante il suo soggiorno a Minamata. Proprio questo libro ha portato all'attenzione internazionale la questione della malattia di Minamata e la difficile situazione delle vittime..Per questo, Smith è stato anche aggredito e picchiato dalla yakuza assoldata da Chisso, la società responsabile dell'inquinamento di Minamata.
La natura sorprendente della fotografia ha fatto sì che diventasse famosa in tutto il mondo molto rapidamente. La famiglia Kamimura si è trovata sotto i riflettori dei media. Il padre di Tomoko, Yoshio Kamimura, ha dichiarato: "Ci siamo trovati di fronte a un numero crescente di interviste. Pensando che avrebbe aiutato la lotta per lo sradicamento dell'inquinamento, abbiamo accettato interviste e fotografie mentre le organizzazioni che lavoravano per nostro conto usavano frequentemente la fotografia di Tomoko". Tuttavia, tutta questa attenzione non è stata priva di lati negativi. Cominciarono a circolare voci nella comunità di Minamata secondo cui i Kamimura stavano beneficiando finanziariamente della pubblicità. Alcune persone locali (che facevano affidamento sull'inquinante Chisso Corporation per il loro sostentamento) si sono mostrate ferocemente contrarie alla lotta per il risarcimento delle vittime della malattia di Minamata. Tutte queste pressioni si sono sommate in modo significativo per la famiglia Kamimura. "Non credo", ha dichiarato Yoshio Kamimura, "che chiunque al di fuori della nostra famiglia possa iniziare a immaginare quanto insopportabili le voci insistenti rendessero la nostra vita quotidiana. Anche se lei stessa non poteva parlare, sono sicuro che Tomoko sentiva che la sua famiglia era preoccupata per lei".
Tomoko Kamimura morì nel 1977 all'età di 21 anni.

## Ritiro
Nel 1997 una società di produzione televisiva francese contattò la famiglia Kamimura, chiedendo il permesso di utilizzare la fotografia di Smith in un documentario sulle fotografie più importanti del 20º secolo, e il permesso di fare ancora una volta un'intervista. Tuttavia, a questo punto, 20 anni dopo la morte di sua figlia, Yoshio Kamimura aveva cambiato idea rifiutando qualsiasi ulteriore intervista e non apprezzando che l'immagine di Tomoko fosse sfruttata nuovamente. Disse: "Volevo che Tomoko fosse sepolta e questa sensazione cresceva costantemente".
Dopo la morte di W. Eugene Smith nel 1978, il copyright delle sue fotografie di Minamata è passato alla sua ex moglie Aileen Mioko Smith. Dopo aver sentito la reazione della famiglia Kamimura alla richiesta della compagnia televisiva, si è recata a Minamata. Dopo averli incontrati ha deciso di concedere il copyright della fotografia alla famiglia nel 1998, in modo che potessero avere il diritto di decisione in merito al suo utilizzo. Aileen M. Smith ha dichiarato: "Questa fotografia non significherebbe nulla se non onorasse Tomoko. Questa fotografia sarebbe una parolaccia se continuasse a essere pubblicata contro la volontà di Tomoko e della sua famiglia. Poiché questa era una dichiarazione sulla vita di Tomoko, deve onorare quella vita e con essa la sua morte."